# Беляви (гміна Слупца)
Беляви (пол. Bielawy) — село в Польщі, у гміні Слупца Слупецького повіту Великопольського воєводства.
У 1975-1998 роках село належало до Конінського воєводства.